# MTV na Estrada: Mamonas Assassinas
MTV na Estrada: Mamonas Assassinas é um documentário dos Mamonas Assassinas, exibido pela MTV Brasil em 1996. Foi lançado em VHS em 1996 e relançado em DVD em 2003. Acompanha o grupo em vários shows realizados pelo Brasil em 1995, onde se tem registros de passagem da banda por Porto Alegre e Florianópolis, e trechos dos respectivos shows, além de entrevistas com os integrantes.